# Tsarong

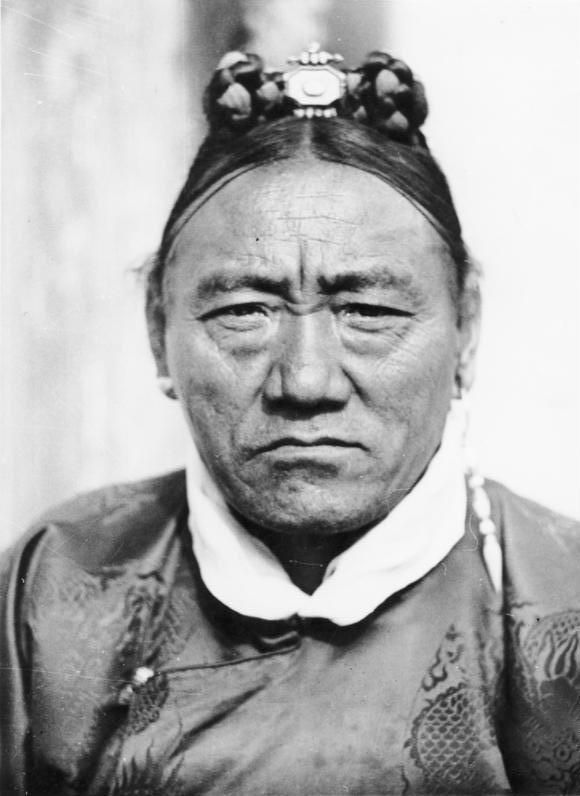
Tsarong Dasang Dramdul

Tsarong Dasang Dramdul (tibetisch ཚ་རོང་ཟླ་བཟང་དགྲ་འདུལ་, * 1888 im Phenpo-Tal bei Lhasa; † 1959 in Lhasa), allgemein bekannt unter dem Namen Tsarong oder unter seinem Titel Tsarong Dzasa, war ein tibetischer Politiker und Oberbefehlshaber der tibetischen Armee. Er war ein enger Vertrauter des 13. Dalai Lama und spielte eine wichtige Rolle in der Politik des de-facto unabhängigen Tibets im frühen 20. Jahrhundert.

## Biografie
Namgang Dazang Damdu wurde 1888 (oder möglicherweise 1886) in einer Bauernfamilie in Phenpo, nördlich von Lhasa, geboren. Im Alter von zwölf Jahren wurde er von einem Mönch als Schüler aufgenommen und begleitete anschließend den Dalai Lama als sein engster Diener auf Reisen. Im Laufe der Zeit wurde Namgang nicht nur als Diener, sondern auch als Berater immer mehr geschätzt. Tsarong wurde 1912 zum offiziellen Oberbefehlshaber von Tibet ernannt und erhielt den Titel Dzasa (Regierungsbeamter, der dem Kabinettsminister untergeordnet ist). Zuvor spielte er eine entscheidende Rolle bei der Verteidigung Tibets vor dem Qing-Feldzug nach Lhasa im Jahr 1910. Nachdem in China die Xinhai-Revolution einsetzte, musste China seine Truppen endgültig zurückziehen. 1913 rief Tibet seine Unabhängigkeit aus, die aber nie international anerkannt wurde.
Nach der Unabhängigkeitserklärung und dem Sieg Tibets wurde Tsarong in den 1910er Jahren und in den folgenden Jahrzehnten zu einer führenden Persönlichkeit in Tibet, der ein erheblicher Teil der Verantwortung für die Verwaltung und militärische Verteidigung Tibets anvertraut wurde. In diesem Zusammenhang war er nicht nur Oberbefehlshaber der Armee, sondern wurde nach 1933 auch leitender Kabinettsminister und später Leiter der tibetischen Münz- und Waffenkammer. Tsarong sammelte praktische und theoretische Erfahrungen, indem er benachbarte Länder besuchte und sich über deren nationale Politik und Strategien informierte. Insbesondere Britisch-Indien nahm er sich hierbei zum Vorbild. Er war der Meinung, dass ein zukünftiges Tibet nur dann erfolgreich sein kann, wenn es nicht nur großen Wert auf innere Einheit und Wohlstand legt, sondern auch eine starke militärische Präsenz an den Tag legt und eine aktive Diplomatie mit dem Ausland betreibt. Obwohl Tsarong bei den einfachen Tibetern beliebt war, sorgten seine Modernisierungsideen jedoch dafür, dass er bei vielen Mitgliedern der Aristokratie oder der autoritären Mönche in Tibet auf starke Ablehnung stieß, da sie in ihm eine ernsthafte Bedrohung ihrer historischen Privilegien und ihrer Ordnung sahen. Während eines Indienaufenthalts 1924 stürzten sie ihn und erkannten seine Position als Oberbefehlshaber ab. Trotzdem blieb er eine einflussreiche Persönlichkeit und genoss weiter die Unterstützung des Staatsklosters Drepung.

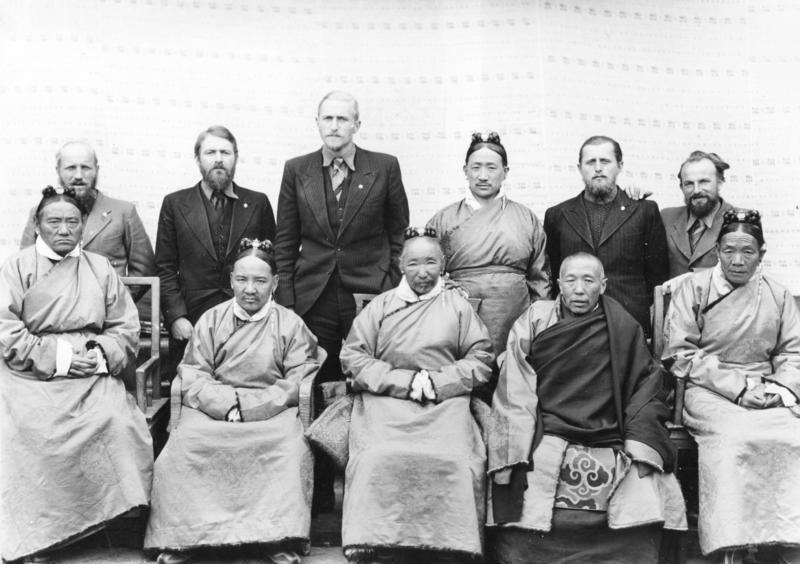
Tsarong (vorne links) mit anderen tibetischen Beamten und der deutschen Expedition nach Tibet im Jahr 1938

Tsarong spielte später in den 1930er und 1940er Jahren eine wichtige Rolle in wirtschaftlichen Angelegenheiten Tibets. Nach dem Tod des 13. Dalai Lama im Jahr 1933 wurde er zum Leiter der Arsenal-Münzanstalt, der Grwa bZhi dNgul Khang (གྲྭ་བཞི་དངུལ་ཁང), ernannt. Diese Abteilung hatte unter anderem die Aufgabe, die Qualität der Papierwährung zu verbessern, Waffen zu lagern und die Elektrizität in Lhasa einzuführen. In dieser Zeit war Zarong auch aktiv an Bauarbeiten und Gebäuden in Tibet beteiligt wie beispielsweise 1937 dem Bau der ersten Stahlbrücke Tibets über den Trisumfluss an der Haupthandelsroute von Lhasa nach Indien und Westtibet. Durch Freundschaft mit den beiden Österreichern Heinrich Harrer und Peter Aufschnaiter ab dem Jahr 1946, dokumentiert im Buch Sieben Jahre Tibet, wurde Tsarong einer breiteren weltweiten Öffentlichkeit bekannt. Er setzte sich für den Verbleib der beiden Flüchtlinge in Tibet ein und war der Ansicht, dass ihre westliche akademische Ausbildung für Regierungsaufträge von Nutzen sein könnte. Harrer beschrieb Tsarong folgendermaßen:

„Dann wurden einmal die neusten Platten gespielt, ein andermal ein Photoapparat, eine Filmkamera begutachtet, ein Vergrößerungsapparat ausprobiert, und eines Abends packte er sogar einen Theodoliten aus. Und Tsarong konnte mit allen diesen Dingen auch umgehen![...] Er sammelte Marken, unterhielt eine ausgedehnte Korrespondenz in allen Teilen der Welt – sein sprachenkundiger Sohn half ihm dabei – er hatte eine auserlesene Bibliothek und eine schöne Sammlung westlicher Bilder. Sie waren zum Großteil Geschenke, denn alle Europäer, die nach Lhasa kamen, waren bei ihm zu Gast und hatten oft ein Buch als Andenken zurückgelassen.“

In den späten 1940er und 1950er Jahren nahm die Bedrohung durch die Rotchinesen immer mehr zu. Im Jahr 1959 brach in Lhasa ein Aufstand gegen die chinesische Regierung aus. Tsarong war beauftragt worden eine Delegation zu leiten, die mit den chinesischen Behörden in Lhasa verhandeln sollte, doch bevor die Verhandlungen abgeschlossen werden konnten, wurde Lhasa durch die Bombardierung der Potala- und Norbulingka-Paläste unter Beschuss genommen. Mehrere hundert Tibeter kamen bei dem Angriff ums Leben und Tsarong und weitere wichtige Beamte wurden während der Schlacht gefangen genommen. Kurz nach seiner Verhaftung, am 14. Mai 1959, starb Tsarong in einem chinesischen Militärgefängnis in Lhasa.